# NACK5 SUNDAY LIONS
NACK5 SUNDAY LIONS（ナックファイブ サンデーライオンズ）は、NACK5が放送しているプロ野球中継番組である。

## 概要
1989年4月9日に土曜日と日曜日のプロ野球中継として放送スタート。地元埼玉県をフランチャイズとするプロ野球・埼玉西武ライオンズのゲームを、AMラジオ局の文化放送（QR：NRN、『ライオンズナイター』）と調整し中継している（原則として、文化放送の技術協力で、2018年以降の西武主催試合では文化放送によるインターネット配信またはNRN系列局向け裏送り中継との二重制作の扱いとなる）。
文化放送ライオンズナイターと同じく基本的にはライオンズびいきの中継スタイルを採用。立ち上げ当初は文化放送の「はっきり言ってライオンズびいきです」に対抗して「100%ライオンズ応援」のキャッチコピーを使用していた。
随時リスナーから届いたライオンズへの応援メッセージを紹介しながら中継する。また、ライオンズが勝った試合でのヒーローインタビューは2022年度から一部を除き放送しなくなった。
ライオンズの攻撃時は、ヒット・長打・ホームラン・四球・盗塁・得点時に、それぞれ異なるジングルが流れる。また、ライオンズが得点して攻撃が終了した場合、CM前かCM明けに「Exciting Impression」というジングルの後に、得点が入った時の実況を放送する（まれにトリプルプレーなどの守備でのファインプレー時も放送することがある）。またライオンズの守備時にも、アウトを獲った際にジングルが流れる（犠牲バントや犠牲フライのように、相手のチャンス拡大や得点が入る場合も同様。また三振を獲った際のみ別ジングルが流れる）。また、守備時には、事前に収録した選手やファンからのインタビューを流すこともある。
2011年度から基本的に土曜日の中継を廃止、日曜日の中継のみ継続する。NACK5の春改編は4月1日、秋改編は10月1日であることから、原則として4月最初の日曜日から放送を開始し、9月最後の日曜日に放送を終了する編成となっている。また、毎年6月に行われるプロ野球交流戦期間中は、埼玉西武ライオンズ主催試合のみ放送され、毎年7月に行われるプロ野球オールスターゲームは放送されない。

## 試合中継の放送時間
- デーゲーム
  - 13時試合開始：12:55 - 16:00（最大延長 17:00）
  - 14時試合開始：13:55 - 17:00（最大延長 18:00）
  - 最大延長は上記のように試合時間4時間程度になるように定められているが、デーゲームの場合には試合展開に応じて、最大延長制限時刻を過ぎてからも後枠の放送に影響しない範囲で数分程度中継を続ける場合がある。
  - 放送時間が延長になった場合、後枠の生ワイド番組『カメレオンパーティー』は放送開始時刻を繰り下げて放送する。
  - 14時試合開始時は、12:55 - 試合開始までの時間は従来は別番組を放送していたが、2020年度からは本番組の中継枠を維持した上で『NACK5 SUNDAY LIONS くぼかんラジオ』を放送。2023年度からはライオンズレポーターが滝島杏に交代したことに伴い、『NACK5 SUNDAY LIONS くぼあんラジオ』に改題。

- ナイトゲーム
  - 17時試合開始：16:55 - 21:00
  - 18時試合開始：17:55 - 21:00
  - 生ワイド番組『カメレオンパーティー』は放送開始時刻を12:55とし、試合開始まで繰り上げて放送する。
- この他、ライオンズが日本シリーズに出場した時は、平日・土曜日でもホームゲーム全試合を中継する（2020年現在の対応）。

## 出演者

### 実況
- 加藤暁（2003年 - ）
- 小笠原聖（2010年 - ） - 2023年より文化放送制作の地方局向け中継の実況・リポーターを兼務している。

### ライオンズパーソナリティ
- 久保孝真（三拍子）[1]（2019年 - ） - 2019年は中継全試合で放送席から出演していたが、2020 - 2024年は新型コロナウイルス感染対策のため、原則スタジオからの出演となっていた。2025年はライオンズ主催試合では放送席、ビジター試合ではスタジオから出演。

### ライオンズレポーター
- 滝島杏[1]（2023年 - ） - 2024年まではライオンズ主催試合とロッテ主催試合は球場から、ロッテ主催以外のビジターの場合は久保とともにスタジオから出演していた。2025年からは中継全試合で球場から出演。

### 交通情報担当
- 森下奈津子（週末の金 - 日曜日担当）※13時台から担当。試合がある場合は3回・5回・7回の西武ライオンズの攻撃が終わり次第放送。

## 過去の出演者

### 実況
- 坂信一郎（1989年 - 2014年） - 担当当時は実況担当に「VOICE OF LIONS」という愛称が付いていたが、そう名乗るのは坂のみで、それ以外のアナウンサーが言うことはほとんどなかった。
- 矢野吉彦（1989年 - 2010年）
- 上野智広（2014年 - 2017年）

#### 特記事項
2002年までは、元文化放送アナウンサーの坂と矢野を中心に、『ライオンズナイター』担当の文化放送アナウンサーが補完に入っていた。

### ライオンズパーソナリティ（解説）
- 平尾博嗣（2014年 - 2018年） - 出演は原則として関東での試合（ライオンズ主催試合ならびに、QVCマリンフィールド（現・ZOZOマリンスタジアム）での対ロッテ戦）のみで、関東圏外でのビジターゲームの中継には出演しなかった。

### ライオンズパーソナリティ
- キューティー上木（2018年） - 西武ファンのお笑い芸人[2]。番組上では「ライオンズパーソナリティ」名義で担当したが、事実上全試合の実況を兼務していた。

### ライオンズナビゲーター → ライオンズレポーター
2017年 - 2018年度を除いて専属リポーターを1名配置。2011年までは「ライオンズナビゲーター」、2012年からは「ライオンズレポーター」の肩書きである。
- 菅野晃子（1989年 - 1990年）
- 吉野麻子（1991年  - 2004年）
- 千代綾香（2005年 - 2011年）
- 工藤むつみ（2012年 - 2014年）
- 野口逢里（2015年 - 2016年）
- 佐藤栞菜（2019年 - 2022年） - 2020年以降は新型コロナウイルス感染対策のため、久保とともにスタジオからの出演が基本となった。

### 実況アシスタント
- 安藤かなみ（2017年 - 2018年） - 通常は放送席に帯同して実況担当とともに番組を進行したほか、ライオンズレポーターの役割も担っていた。

### スタジオ担当（2019年まで）
- 石川耕作（AK LIVE）
- 江藤麻由
- 高杉二郎
- 萩原早苗
- 茂山哲平
- 山本ゆうじ
- 岩沢慶明
- 石崎重成
- 岩本三千代
- 落合隼亮
- 川上まり
- 窪田有美
- 志田和子
- 渡辺圭那子
- 条善院真実
- 上前瞳
- 皮山美有
- 長谷川雄啓
- 堀江ゆかり
- 倉林知子（2016年）
- 鈴木理香子（2017年）
- 中村直美（2018年）
- 加納有沙（2019年）[3]

## エンディングテーマ

### 現在（2025年シーズン - ）
- 推せ（ポルカドットスティングレイ）

### 過去
- 歩み (せきぐちゆき)
  - 2012年度のエンディングテーマ。
- あなたが教えてくれたこと（せきぐちゆき）
  - 2013・2014年度のエンディングテーマ。NACK5スポーツ中継のテーマソングとしても使われていた。
- NEXT（LOOP CHILD）
  - 2015・2016年度のエンディングテーマ。
- パレードを歩くその日まで（磯貝サイモン）
  - 2017・2018年度のエンディングテーマ。2018年シーズンは開局30周年記念ジングルも流れていた。
- ユメツボミ（JUNKYPOP）
  - 2019年度のエンディングテーマ。
- feel so nice / FRONT LINE with SKYKIDD（SKYKIDD）
  - 2020年度のエンディングテーマ。
- 獅子奮迅フルスイング（MOSHIMO）
  - 2021年度のエンディングテーマ。2022・2023・2024・2025年度にもオープニング曲として流れている。
- NO RAIN, NO RAINBOW（ゴホウビ）
  - 2022・2023年度のエンディングテーマ。
- Dramatic Blue（パーカーズ）
  - 2024年度のエンディングテーマ。

## レインコート（雨天中止時）の番組
- 2019年度までは中継予定試合が中止となった場合は、『NACK5 SPORTS WORLD』と題して、スタジオからスポーツ情報と音楽を放送していた。17:00開始のナイターなどで試合が早く終わった場合にも、試合の実況中継に引き続いて放送されることがあった（まれにナイター時の中継延長時に、次の定時番組までの時間調整として放送されることがある。また、試合開始後早期にノーゲームとなるなど時間が大幅に余剰になるケースでも『SUNDAY LIONS』のスタジオバージョンとして同様の内容を放送していた）。
- 2020年度から2022年度はスタジオにいる久保と佐藤の進行による『NACK5 SUNDAY LIONS くぼかんラジオ』、2023年度からは久保と滝島による『NACK5 SUNDAY LIONS くぼあんラジオ』を放送する。